# Портица
Портица (на гръцки: Πορτίτσα, Φαράγγι Πορτίτσας) е красив пролом в Егейска Македония, Северна Гърция. Проломът в съчетание с каменния Портишки мост на входа му е смятан за едно от изключително красивите места в Гърция.

## Описание
Проломът е разположен на река Венетикос, южно от село Спилео, Гревенско. Дължината му е едва 500 m, но проломът е дълбок и внушителен, като реката разделя планините Орлякас на север и Ликотрипа на юг. Малкото по дължина, но внушително ждрело е атракция за много видове птици. Западно от пролома Венетикос създава малката долина Канави, която завършва при моста на входа на пролома. Портишкият мост е от 1743 година. Изходът на пролома се нарича Карутес.